# Enoicyla pusilla
Enoicyla pusilla là một loài Trichoptera trong họ Limnephilidae. Chúng phân bố ở miền Cổ bắc.

## Hình ảnh

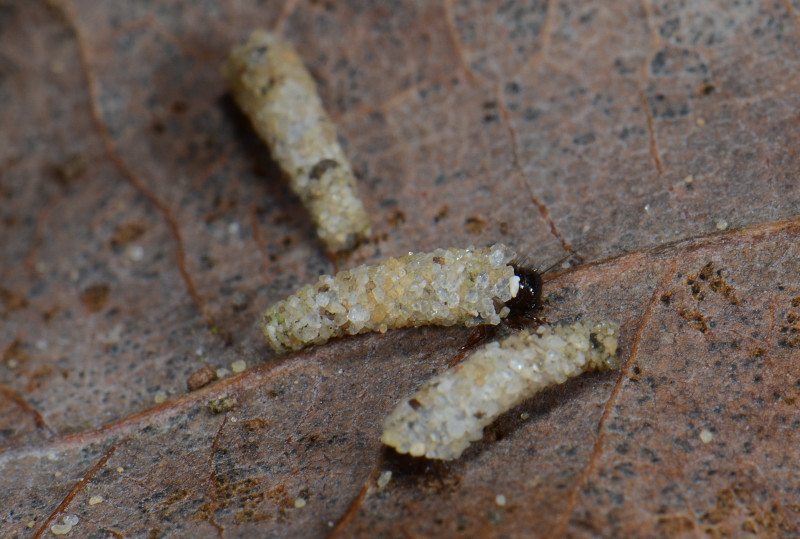
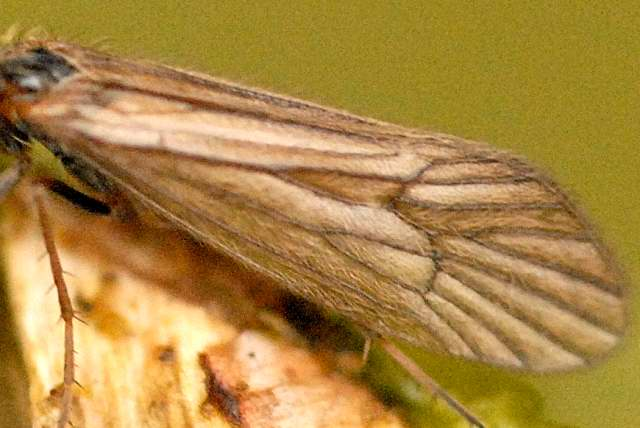